# Grigory Serper

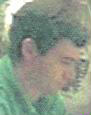
Grigory Serper (foto worldopen.
com)

Grigory Serper (Tasjkent, 14 september 1969) is een Oezbeeks-Amerikaanse schaker met FIDE-rating 2522 in 2017. Sinds 1992 is hij een grootmeester (GM). 

## Biografie
Op driejarige leeftijd leerde Serper van zijn grootvader schaken. Sinds 1985 bezocht hij de beroemde Botwinnik-schaakopleiding in Moskou en in 1989/1990 werd hij in Arnhem Europees kampioen bij de junioren. Na het uiteenvallen van de Sovjet-Unie schaakte hij voor zijn geboorteland Oezbekistan en hij speelde met het nationale team van Oezbekistan in de Schaakolympiades van 1992 (in Manilla; zijn team werd tweede, Rusland won) en 1994 (in Moskou) en tevens in het Wereldkampioenschap schaken voor landenteams in 1993. In december 1993 nam Serper in Groningen deel aan PCA-kwalificatiewedstrijden, voor het kandidatentoernooi ten behoeve van het Wereldkampioenschap schaken 1995. Met 5 pt. uit 11 werd hij 30e; er waren 54 deelnemers.
In januari 1996 emigreerde Serper met zijn familie naar de Verenigde Staten en werd hij Amerikaans staatsburger. Drie jaar later had hij zijn succesvolste fase in het schaken; in 1999 won hij het World Open in Philadelphia en hij nam deel aan de finale van het United States Chess Championship. Bij het National Open in Las Vegas werd Serper in maart 2000 gedeeld eerste. Bij het 28e World Open, gehouden van 28 juni t/m 4 juli 2000 in Philadelphia, eindigden acht spelers bovenaan met 7 pt. uit 9, onder wie Grigory Serper; na de tie-break werd het toernooi gewonnen door Joel Benjamin. In november en december 2000 nam hij in Nieuw-Delhi deel aan het FIDE Wereldkampioenschap schaken. In de derde ronde werd hij met ½ - 1½ uitgeschakeld door Aleksandr Grisjtsjoek. In de United States Chess League speelde Serper van 2006 tot 2009 voor de Seattle Sluggers.
Serper – die bevriend is met Gregory Kaidanov en Michail Goerevitsj – geeft zijn kennis door via workshops, schrijft regelmatig artikelen op de website chess.com en was vele jaren actief in de Internet Chess Club.

## Partij
Serper staat bekend als een creatieve aanvallende speler, die een offer niet schuwt. De volgende partij speelde hij in 1993 bij het St. Petersburg Open, met wit tegen de Griekse grootmeester Ioannis Nikolaidis. Een jury van de Chess Informant verkoos deze tot de op een na beste partij van de 666 partijen die in het 59e deel werden gepresenteerd. Larry Christiansen noemde deze partij als nummer 6 van zijn favoriete aanvalspartijen uit de jaren 90 en Yasser Seirawan schreef met enthousiasme over deze partij waarin de aanvaller alle stukken offert en twee pionnen laat promoveren.
1. c4 g6 2. e4 Lg7 3. d4 d6 4. Pc3 Pf6 5. Pge2 Pbd7 6. Pg3 c6 7. Le2 a6 8. Le3 h5 9. f3 b5 10. c5 dxc5 11. dxc5 Dc7 12. 0–0 h4 13. Ph1 Ph5 14. Dd2 e5 15. Pf2 Pf8? Seirawan suggereert hier 15. … Pf4 16. Pd3! Lh6 17. a4! met voordeel voor wit. 16. a4 b4 17. Pd5! Het rustige 17. Pcd1 of 17. Pa2 vermijdend, offert wit een stuk, teneinde op de vijfde rij twee verbonden vrijpionnen te verkrijgen. 17. … cxd5 18. exd5 f5 19. d6 19. Dxb4 zou zwart de kans geven de situatie te vereenvoudigen door 19. … Tb8 20. Da3 e4 met een twijfelachtige stelling. 19. … Dc6 20. Lb5!! Diagram. Een tweede offer, om te verhinderen dat zwart een blokkade opbouwt. 20. … axb5 21. axb5 Dxb5 Zwart offert wat materiaal, om de witte pionnen te blokkeren. Wit zou winnen na 21. … Db7 22. c6 Txa1 23. cxb7 Txf1+ 24. Kxf1 Lxb7 25. Pd3 Pd7 26. Dc2 e4 27. Dc7 of 22. … Db8 23. b6 Txa1 24. Txa1 Ld7 25. Dd5! Pf6 26. c7. 22. Txa8 Dc6 23. Tfa1! f4 24. T1a7! Pd7 Niet 24. … fxe3? 25. Dd5! Dxd5 26. Txc8 mat. Omdat zwart nu dreigt zijn koning via een rokade in veiligheid te brengen, offert wit meer materiaal. 25. Txc8+!! Dxc8 26. Dd5! fxe3 27. De6+ Kf8 28. Txd7! exf2+ 29. Kf1 De8 30. Tf7+! Een volgend offer, om promotie van de d-pion mogelijk te maken. Na 30. Dxe8+? Kxe8 31. Te7+ Kf8 32. c6 Pg3+! 33. Kxf2 Pf5 zouden de vrijpionnen van wit geen kansen meer hebben. 30. … Dxf7 31. Dc8+ De8 32. d7 Kf7 33. dxe8D+ Txe8 34. Db7+ Te7 35. c6! e4! 36. c7 e3 37. Dd5+ Kf6 38. Dd6+ Kf7 39. Dd5+ Kf6 40. Dd6+ Kf7 41. Dxe7+ Kxe7 42. c8D Lh6 43. Dc5+ Ke8 44. Db5+ Kd8 45. Db6+ Kd7 46. Dxg6 e2+ 47. Kxf2 Le3+! 48. Ke1! 1 : 0

## Externe koppelingen
- (en)   Informatie over schaakpartijen van Grigory Serper op ChessGames.com
- (en)   Informatie over schaakpartijen van Grigory Serper op 365chess.com
- (en)  FIDE-ratinggegevens voor Grigory Serper